# Holzbach (Schweinfe)
„Die“ (örtlich-mundartliche Besonderheit) Holzbach ist ein westlicher, orografisch rechter Zufluss der Schweinfe im Landkreis Waldeck-Frankenberg in Hessen, Deutschland.

## Allgemeines
Die Holzbach entspringt bei Oberholzhausen im nordöstlichen Teil des Burgwalds in unmittelbarer Nähe der Rhein-Weser-Wasserscheide und mündet in Gemünden in die Schweinfe, etwa 100 Meter vor deren Einmündung in die Wohra. Sie gehört somit, über Schweinfe, Wohra, Ohm und Lahn, zum Flusssystem des Rheins. Sie ist ein Gewässer III. Ordnung und hat ein Einzugsgebiet von 18,0 km².  Die Holzbach ist ein hervorragendes Forellenwasser.

## Geographie

### Verlauf
Die Quelle befindet sich etwa 700 m westnordwestlich von Oberholzhausen, einem Ortsteil der Gemeinde Haina (Kloster). Der Bach, der in seinem Oberlauf ein recht starkes Sohlgefälle hat, fließt zunächst 800 m in östlicher Richtung, unterquert nördlich von Oberholzhausen die Kreisstraße 99, und biegt dann scharf nach Süden ab. Nun fließt er von Oberholzhausen, immer entlang der K 99, 1,5 km nach Südosten und dann 1,1 km nach Süden bis zum Hof Nieder-Holzhausen.  Dort biegt er, weiterhin am linken Ufer von der K 99 begleitet, nach Südosten um, unterquert nach etwa 800 m zwischen Nieder-Holzhausen und Lehnhausen die L 3077, und erreicht nach weiteren 1,2 km Lehnhausen. Danach fließt er, auf einer Strecke von insgesamt 1,3 km, an der Bernsmühle und dem kleinen Weiler Holzbach vorbei. Dort biegt er nach Osten um und fließt 2,6 km, immer an der Nordseite der K 99, an der Schlagmühle und der Hammermühle vorbei bis in das Stadtgebiet von Gemünden.

### Mündung
Beim Bau der Wohratalbahn von Gemünden nach Kirchhain wurde das Bett der Holzbach 1913/14 etwa 150 m südlich des Gemündener Bahnhofs tiefer gelegt, um unter dem Bahndamm hindurch geführt zu werden. Damit musste die Holzbach auch den westlichen Arm der Schweinfe, den Mühlbach, unterqueren, in den sie bisher gemündet hatte. Seit der Tieferlegung mündet sie nun etwa 80 m weiter östlich in den tiefer liegenden Parallelarm der Schweinfe. Der Mühlbach überquert seitdem die Holzbach über das damals gebaute Schweinfe-Aquädukt.